# Combat Vehicle 90
Das Combat Vehicle 90 (CV 90) oder schwedisch Stridsfordon 90 (Strf 90) ist eine moderne Panzerfamilie des Rüstungskonzerns BAE Systems. Entwickelt für die Einsatzbedürfnisse Schwedens, ist die Fahrzeugfamilie auch in Dänemark, Norwegen, den Niederlanden, der Schweiz, Finnland, Estland, sowie der Ukraine im Einsatz.

## Geschichte

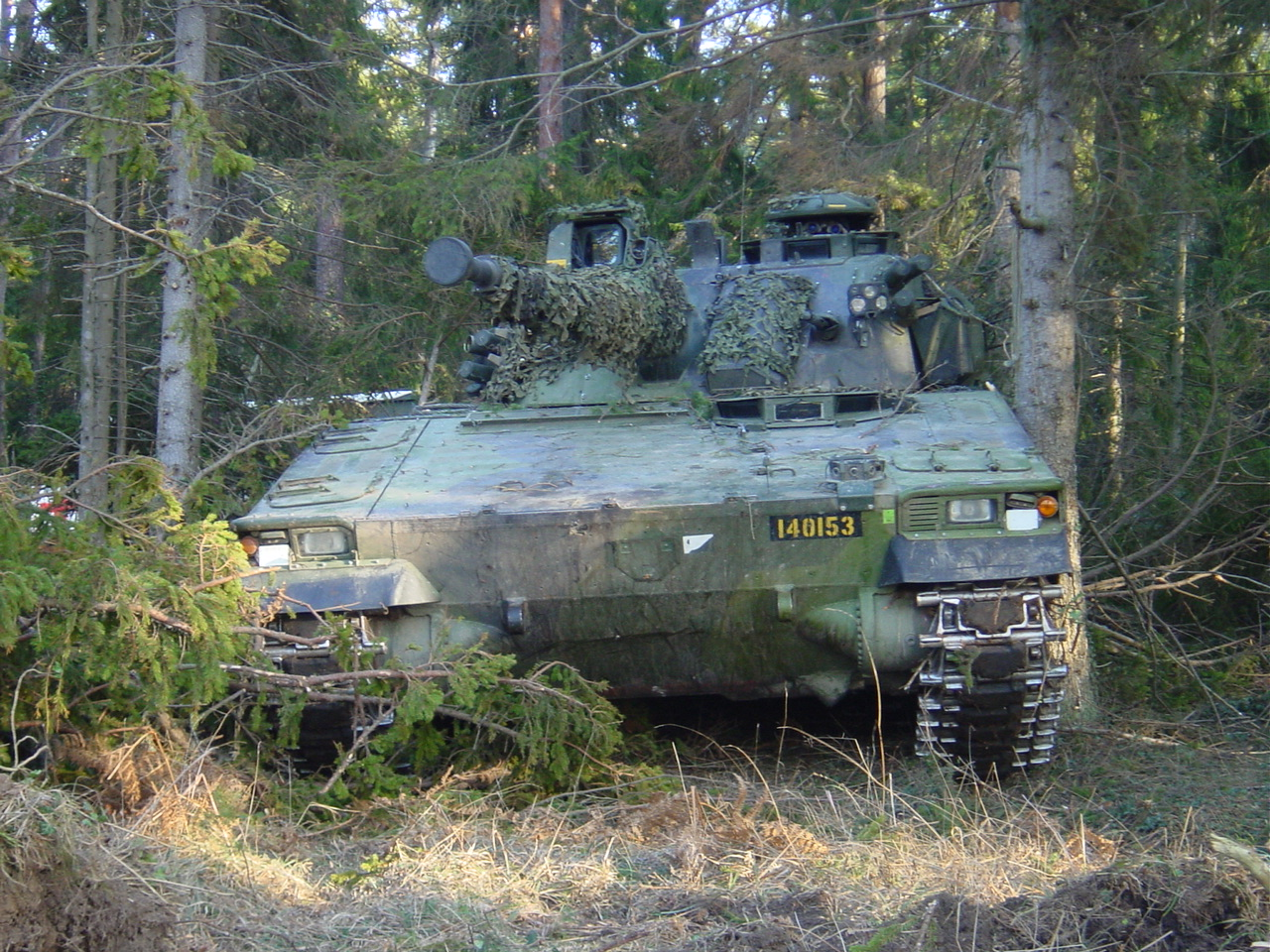
CV 9040A. Die kastenförmige Abdeckung links an der Turmfront verdeckt den Hydraulikdämpfer der Waffenanlage und ist gleichzeitig Merkmal dieser Serie. Am Fahrzeug aufgerüstet ist auch das Duellsimulatorsystem AGDUS

Die Entwicklung des CV 90 begann Anfang der 1980er-Jahre, um die neuen Anforderungen der schwedischen Armee zu erfüllen. Die eingeleitete Truppenreduzierung um 10.000 Soldaten und eine Neuordnung des Heeres sollten durch eine verstärkte Mechanisierung der Streitkräfte aufgefangen werden. Verlangt wurde eine Familie von Fahrzeugen, die über eine hohe strategische und taktische Mobilität sowie Luftverteidigungs- und Panzerabwehrfähigkeit bei möglichst hoher Überlebensfähigkeit verfügen sollte. Instandsetzungsfreundlichkeit sowie ABC-Schutz waren zwingend erforderlich. Die neuen Schützenpanzer sollten in der Lage sein, gegnerische Schützenpanzer in Duellsituationen zu vernichten.
1982 definierte das schwedische Beschaffungsamt Försvarets Materielverk (FMV) den Forderungskatalog und analysierte den internationalen Rüstungsmarkt – mit dem Ergebnis, dass keine der angebotenen Fahrzeugfamilien den Leistungskatalog erfüllen konnte. Eine Eigenentwicklung war damit unumgänglich. Als Bezeichnung für das Basisfahrzeug wurde Stridsfordon 90 festgelegt. Es sollten möglichst viele herkömmliche Bauteile (commercial off-the-shelf) verwendet werden, um die Kosten zu senken und Zeit zu sparen.
Bis 1984 baute die schwedische Rüstungsindustrie einen unbewaffneten Versuchsträger, der ausgiebigen Tests unterzogen wurde. Im Mai 1984 folgte ein Holzmodell in Originalgröße. Zeitgleich lief eine Erprobung zweier britischer Panzer (FV107 Scimitar und Stormer) als Mannschaftstransporter. Dieser letzte Versuch des FMV, eine Alternative auf dem Rüstungsmarkt zu finden, scheiterte und führte 1985 zur Auftragsvergabe im Wert von 200 Millionen schwedische Kronen. H-B Utveckling, ein Gemeinschaftsunternehmen von AB Hägglunds & Söner und Bofors AB (seit 2003/2005 BAE Systems) zeichnete für Chassis und 40-mm-Maschinenkanone verantwortlich. 1986 begann die Prototypenfertigung.
Der erste Prototyp wurde im Oktober 1988 an die schwedischen Streitkräfte übergeben. Er hatte ein 40-mm-Bofors-Geschütz Typ 40/70B. Die übrigen vier Exemplare folgten bis Anfang 1989, wobei es sich beim fünften Fahrzeug um den Flugabwehrkanonenpanzer Luftvärnskanonvagn 90 (Lvkv 90) handelte. Der Prototyp 2 erhielt mit der 25-mm-Maschinenkanone M242 Bushmaster von McDonnell Douglas eine abweichende Bewaffnung. Als Antrieb dienten Scania-Motoren und Automatikgetriebe von Volvo, wobei ein Fahrzeug mit dem X-300-5-Getriebe von Detroit Diesel Allison Division ausgestattet wurde. Als Turmantriebsarten waren hydraulische, elektrische und mechanische Systeme im Test. Die anschließende Truppenerprobung erstreckte sich bis 1990 und wurde unter unterschiedlichen klimatischen Bedingungen durchgeführt. Insgesamt legten die Prototypen dabei rund 50.000 km zurück.
Im März 1991 bestellte das FMV das erste Baulos, das ausschließlich den CV-9040-Schützenpanzer umfasste. Die Fahrgestelle entstanden bei Hägglunds Vehicle, die Türme bei Saab Bofors, wo auch die Inbetriebnahme erfolgte. Die Auslieferung des ersten Serienfahrzeuges an die schwedischen Streitkräfte war am 1. November 1993, der Zulauf zur Nutzung in der Truppe begann 1994.
Bereits 1990 wurde durch das FMV mit der Bestellung der Prototypen Führungspanzer Stridsledningspansarbandvagn 90 (Stripbv 90) und Beobachtungspanzer Eldledningspansarbandvagn 90 (Ebpv 90) die Fahrzeugfamilie ausgebaut. Ein Jahr später folgte der Bergepanzer Bärgningsbandvagn 90 (Bgbv 90).
Das zweite Baulos wurde 1993 ausgelöst und betraf den Flugabwehrkanonenpanzer, den Führungspanzer, den Beobachtungspanzer und den Bergepanzer. Die Auslieferung begann 1996.
Das dritte Baulos mit weiteren CV 9040 sowie das vierte Baulos mit Ebpv 90 und Stripbv 90 wurden 1994 in Auftrag gegeben. Im letzten Baulos waren auch kampfwertgesteigerte Schützenpanzer vom Typ CV 9040B enthalten, die für den Einsatz im Verbund mit dem Kampfpanzer Stridsvagn 122 optimiert sind. Insgesamt erhielten die Streitkräfte bis zum Jahr 2002 509 Fahrzeuge der Stridsfordon-90-Familie, davon waren die letzten 13 CV 9040B1 nochmals verbesserte Varianten. Die Integration der Panzerabwehrlenkwaffe RBS-56 BILL wurde bis 2010 nur an einem Versuchsfahrzeug umgesetzt. Beim Schützenpanzer mit der Bezeichnung CV 9040/56 handelte es sich um einen 9040A mit LEMUR-Aufklärungssystem.
Mit dem ersten Exportkunden Norwegen begann 1994 die Vermarktung im Ausland. Bis Ende 2010 wurden über 1185 Fahrzeuge bestellt. Der 1000. Panzer, ein CV 9035NL wurde im Januar 2009 ausgeliefert. Die CV-90-Panzer sind darüber hinaus in Dänemark, Estland, Finnland, den Niederlanden und der Schweiz im Einsatz. Ein Panzer kostet zwischen 4 und 5 Millionen Euro.
Drei weitere Projekte der Fahrzeugfamilie wurden mit Firmengeldern finanziert. Dies waren 1994 der CV 90105 TML, 1998 der CV 90120-T und 2010 der CV 90 Armadillo.

## Technische Beschreibung

### Bewaffnung

#### Hauptbewaffnung

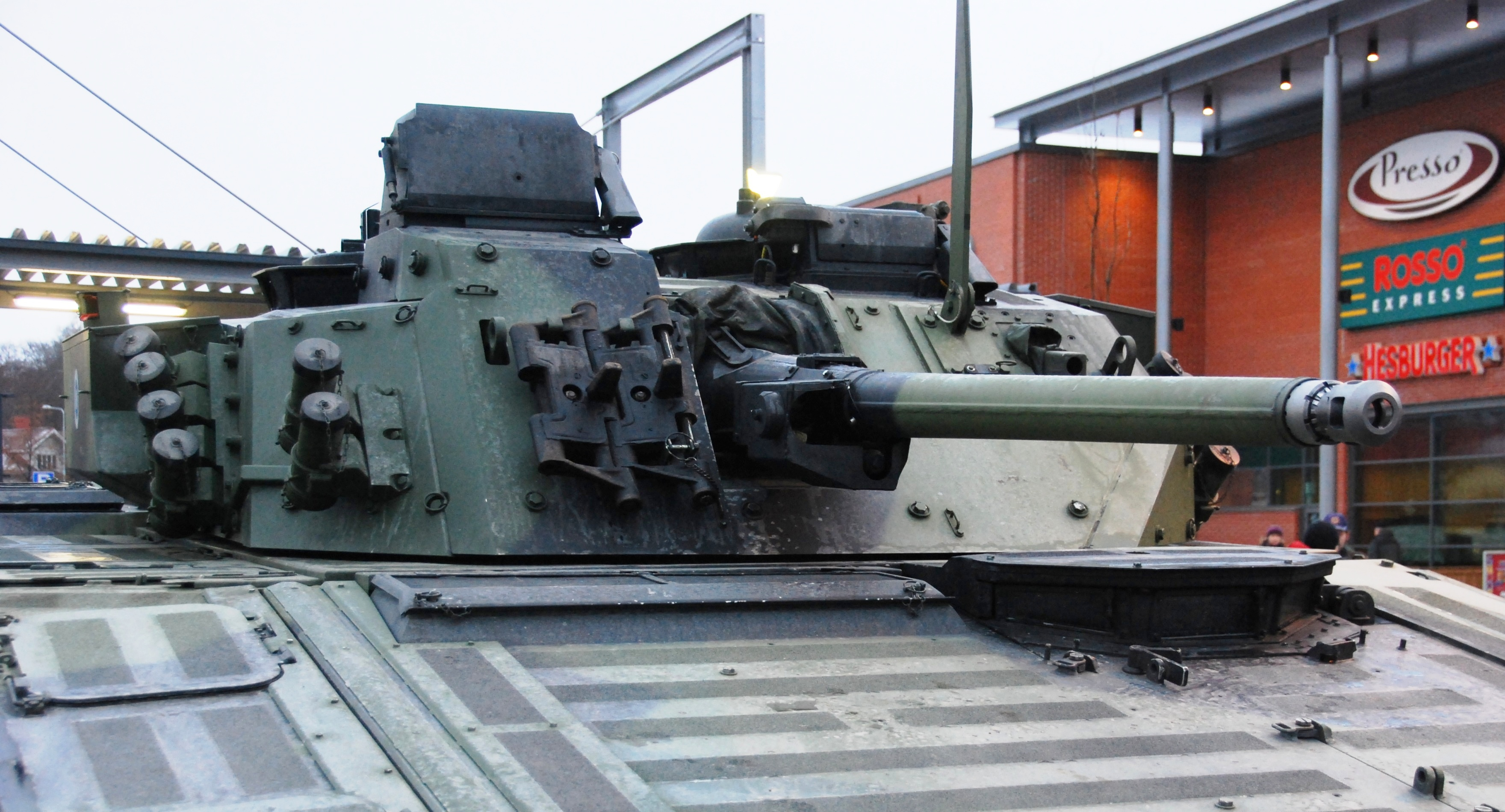
Bushmaster-II-Maschinenkanone auf finnischem CV 9030 MK II

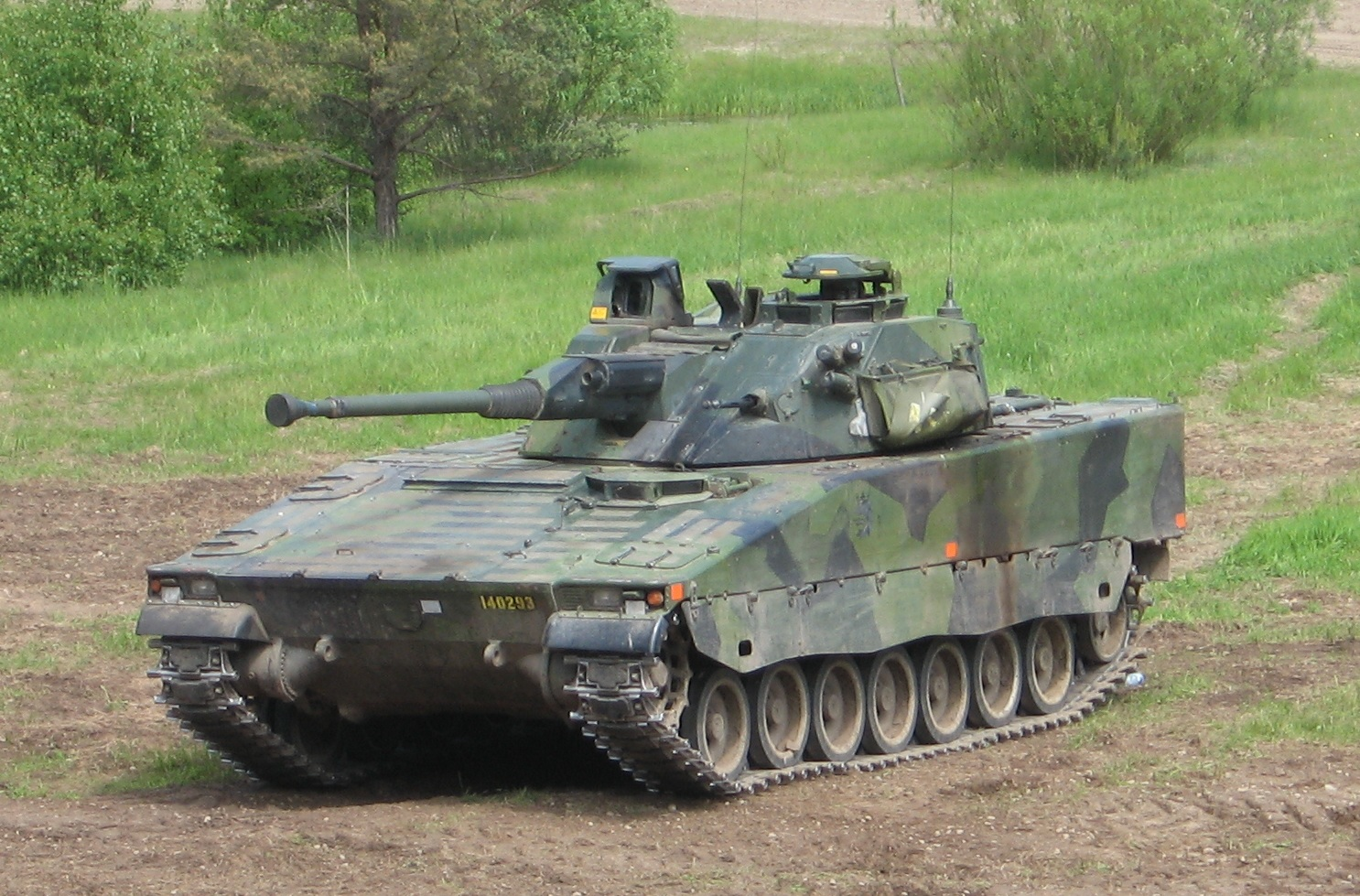
Die neue Bofors-40/70Bc-Kanone veränderte die Turmgestaltung des CV 9040B nur im Detail

Die Hauptbewaffnung der CV-90-Familie variiert je nach Nutzer. Die Fahrzeuge der schwedischen Streitkräfte verfügen als einzige Variante über die 40-mm-Maschinenkanone 40/70B. Der Höhenrichtbereich der Schützenpanzer liegt zwischen −8° und +27°, die des Flugabwehrkanonenpanzers bei −8° bis +50°. Das Höhen- und Seitenrichten erfolgt elektrisch oder im Notbetrieb mechanisch per Hand. Die ersten Fahrzeuge – die sogenannten CV 9040A – erhielten ab 1996 durch eine Waffenstabilisierungsanlage die Möglichkeit, Ziele auch während der Fahrt zu treffen. Die kampfwertgesteigerten CV 9040B wurden mit der verbesserten Maschinenkanone 40/70Bc mit elektrischer Abfeuerung ausgerüstet und besitzen dadurch aus der Fahrt eine höhere Erstschusstrefferwahrscheinlichkeit. Weitere Verbesserungen betrafen die Höhenrichteinrichtung, die Stabilisierungsanlage, den elektrischen Turmantrieb und die Feuerleitanlage mit Feuerleitrechner. Das Magazin der Waffe besitzt drei Fächer mit je acht Plätzen, die jeweils mit unterschiedlicher Munition gefüllt werden können. Abhängig von der Art des Ziels kann so die Munition schnell gewechselt werden. Die Hülsen werden nach oben durch das Turmdach ausgeworfen. Weitere 24 Patronen Bereitschaftsmunition sind in einem Karussell unter der Waffenanlage verstaut, aus der per Hand nachgeladen werden muss. Der Gesamtvorrat beträgt 234 Patronen im 9040B, davon sind 48 im Turm gelagert. Die 9040C besitzen durch die Zusatzpanzerung einen Stauraum für 120 Patronen. Die maximale Kampfentfernung liegt bei 2000 m für Bodenziele und gegen Luftziele bei 4000 m.
Die Führungs-, Beobachtungs- und Bergepanzer Schwedens verfügen nur über MG-Bewaffnung vom Typ 7,62 mm Ksp m/39 als Hauptbewaffnung. Um für den Gegner kein vorrangiges Ziel darzustellen, sind für die Führungs- und Beobachtungspanzer Kanonenattrappen verfügbar.
Die Munitionspalette für den CV 9040 umfasst panzerbrechende Treibspiegelmunition mit Leuchtspur (APFSDS-T), Sprengmunition mit Leuchtspur (HE-T), Spreng-Splittermunition mit Annäherungszünder (3P) und Übungsmunition mit Leuchtspur (TPDS-T). Die 3P-Mehrzweckmunition PFPPX (Kulspränggranat 95 LK) wird nur von den B1- und C-Versionen verschossen. Sie besteht aus einer intelligenten programmierbaren Zündeinheit mit sechs verschiedenen Zündmöglichkeiten an der Spitze und einem vorfragmentierten Gefechtskopf, der 1100 Wolframkugeln mit einem Durchmesser von 3 mm enthält. Die 3P-Standardmunition in der B-Version des CV9040 wird als PFHE (Kulspränggranat 90) bezeichnet und verfügt über zwei Zündmöglichkeiten. Die Bezeichnung 3P stammt von der englischen Bezeichnung Prefragmented Programmable Proximity.

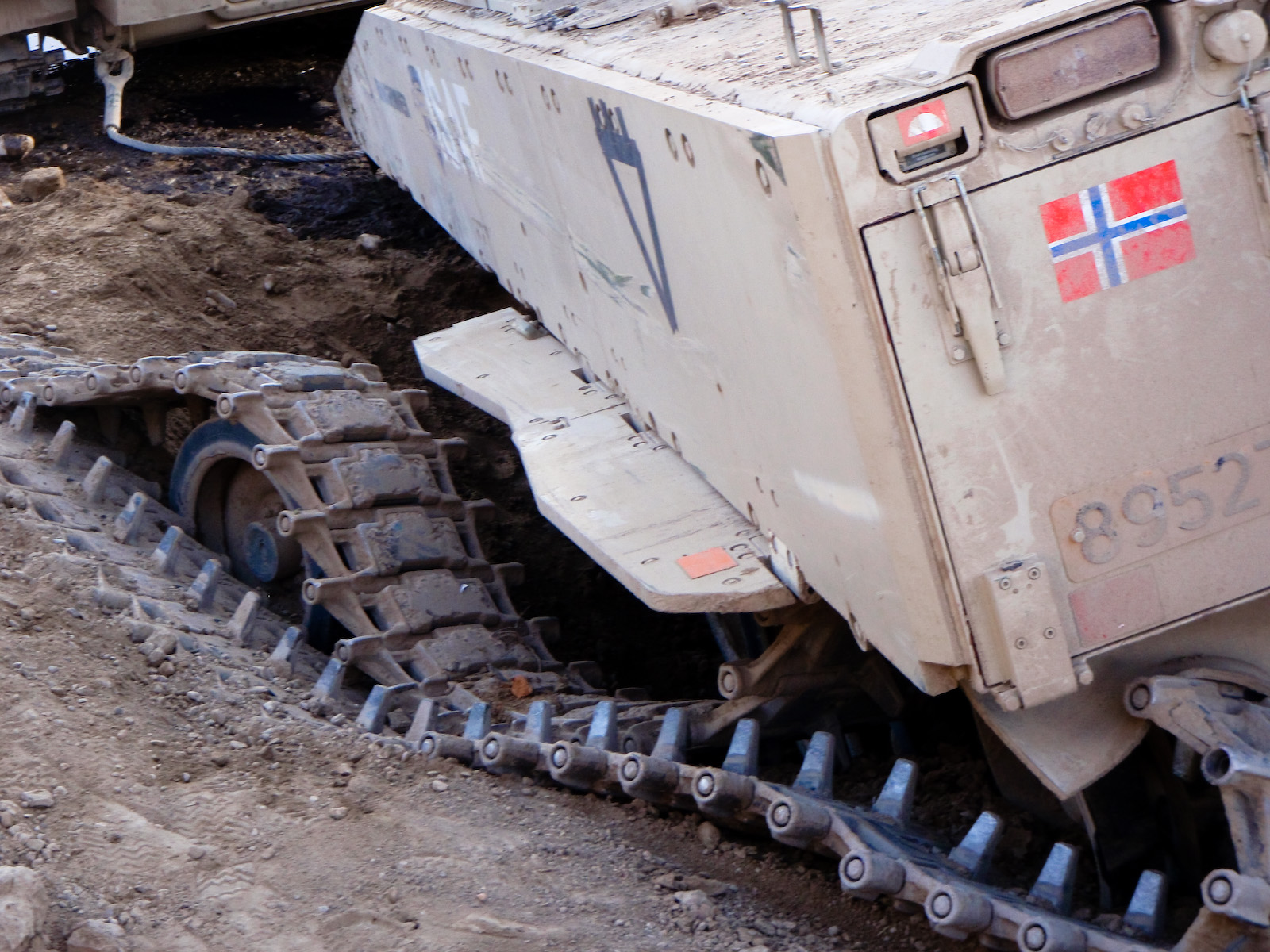
Norwegischer CV 9030NF1 mit Laufwerksschaden nach einem IED-Anschlag

Die Schützenpanzer des Typs CV 9030 MK I und MK II nutzten die Bushmaster II MK44 im Kaliber 30 mm. Die vollstabilisierte Maschinenkanone von Alliant Techsystems verschießt panzerbrechende API-Munition, Sprengbrand- (HEI) oder panzerbrechende Treibspiegelmunition (APDS). Für diese werden 160 Schuss 30-mm-Munition feuerbereit gehalten, weitere 240 Schuss sind im Inneren verstaut. Das Höhen- und Seitenrichten funktioniert elektrisch. Die Kampfentfernung liegt bei 3000 m. Die Hülsen werden in Schussrichtung ausgeworfen.
Die von Dänemark und den Niederlanden beschafften CV 9035 MK III werden mit der Bushmaster III ausgeliefert. Die elektrisch angetriebene 35-mm-Maschinenkanone mit einer Kadenz von 200 Schuss/Minute kann gegen Bodenziele und langsam fliegende Flugziele eingesetzt werden. Die Weiterentwicklung der MK 44 ist in der Lage, programmierbare Munition zu verschießen. Dazu verfügt die Waffe an der Rohrmündung über eine Mündungsbremse mit Messbasis. Der Höhenrichtbereich liegt zwischen −8° und +35°. Als Munition steht Sprengsplittermunition mit variabel einstellbarem Annäherungszünder (AHEAD), Sprengbrandmunition mit Leuchtspur (HEI-T), panzerbrechende Treibspiegelmunition mit Zerfallkern und Leuchtspur (FAPDS-T) oder panzerbrechende Treibspiegelmunition mit Leuchtspur (APFSDS-T) zur Verfügung. Die Waffe besitzt eine Zweiwegegurtzuführung und ist vollstabilisiert. Die Hülsen werden ebenfalls in Schussrichtung ausgeworfen. Der gesamte Munitionsvorrat beträgt 203 Patronen, davon jeweils 35 Patronen je Bereitschaftsfach.

#### Sekundärbewaffnung
Das Blendenmaschinengewehr und die Nebelmittelwurfanlage unterscheiden sich wie auch die Hauptbewaffnung je nach Nutzer. Links im Turm montiert ist es koaxial zur Hauptwaffe ausgerichtet. Der Höhenrichtbereich ist mit −10° bis +52° größer als bei der Hauptwaffe. Die verwendeten Typen je nach Land sind: Maschinengewehr 7,62 mm Ksp m/39 für Schweden (9040A/B), 7,62-mm-MG 62/MG 42/59 für Dänemark, 7,5-mm-MG für die Schweiz, 7,62-mm-MG 3 für Norwegen, 7,62-mm-MG FN MAG für die Niederlande und 7,62-mm-MG PKT für Finnland. Die 9040C Schwedens verfügen abweichend durch die Zusatzpanzerung über eine aus dem Innenraum steuerbare Variante auf dem Turmdach. In allen Varianten wird es zur Bekämpfung von Infanterie und ungepanzerten Fahrzeugen sowie zum Niederhalten feindlicher Stellungen eingesetzt.
Die Nebelmittelwurfanlage der Exportkunden wird zum Großteil von Krauss-Maffei Wegmann gefertigt und besteht aus Wurfbechern im Kaliber 76 mm. Die Anzahl und Anordnung variiert je nach Nutzer. Schweden verwendet die 80-mm-Becher des französischen GALIX-Systems.

### Antrieb und Laufwerk

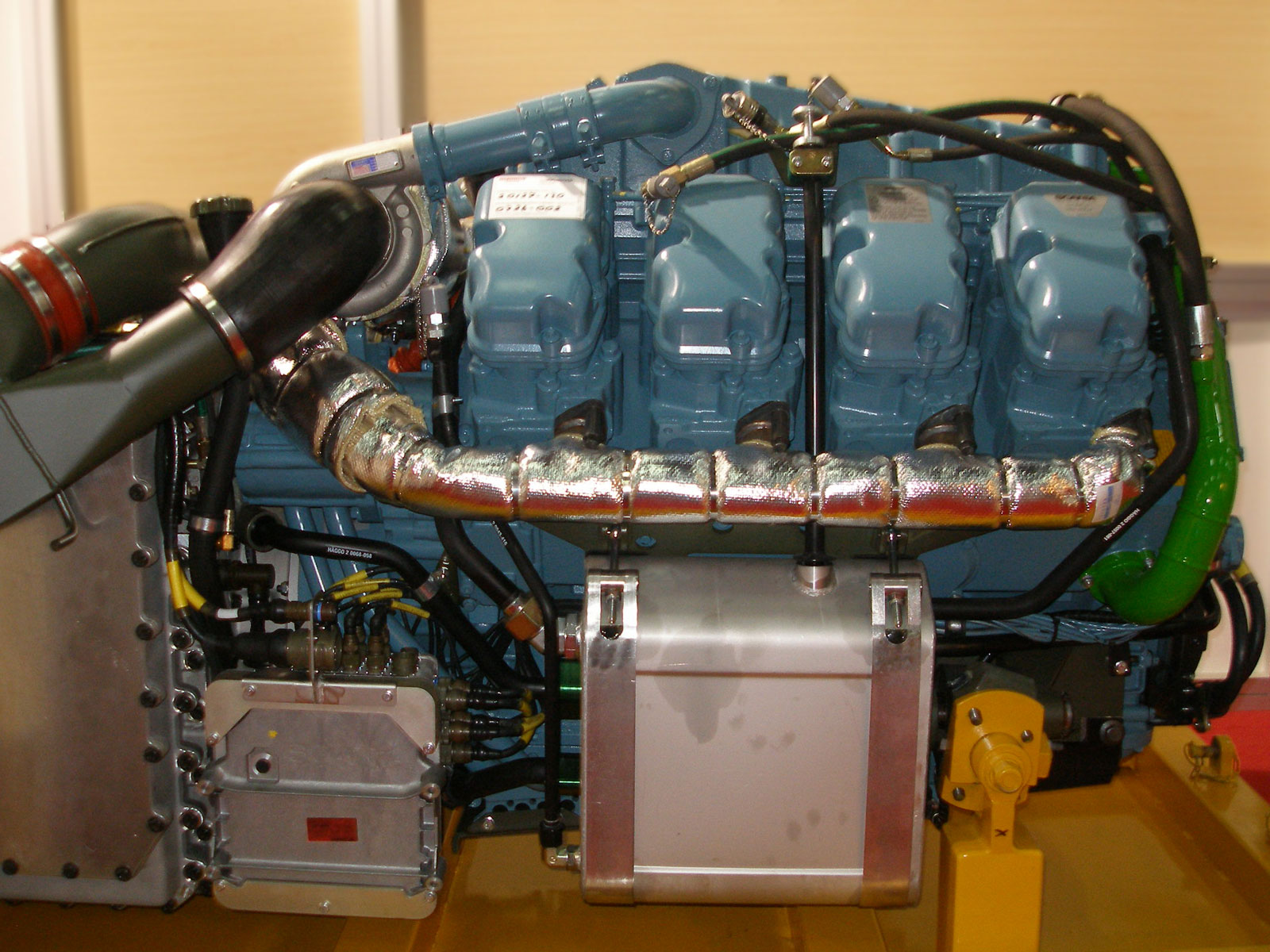
Scania-Dieselmotor

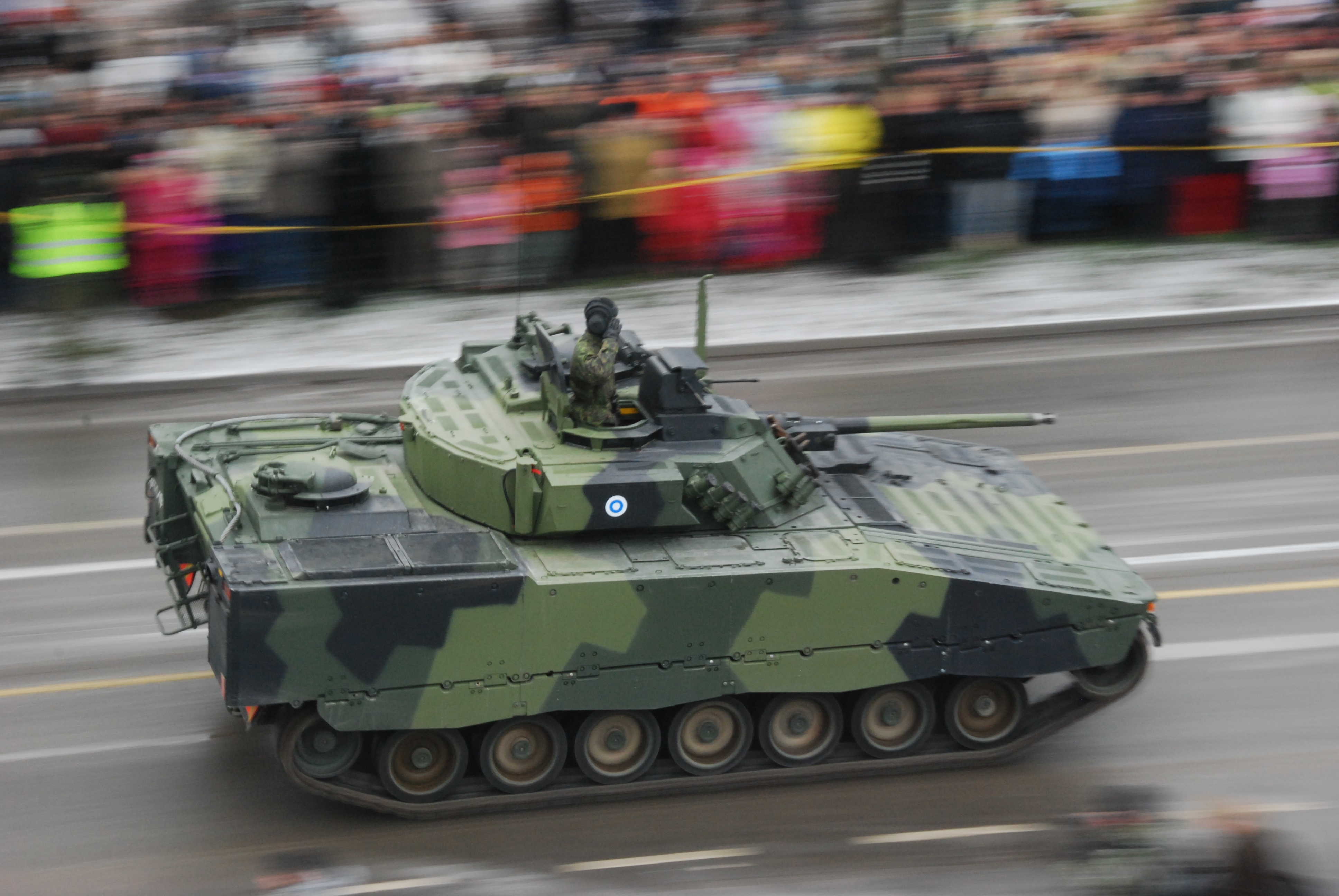
Finnischer CV 9030FIN (CV 90 Mk II). Rechts im Heck sind die Kühleinlassöffnungen sichtbar. An der Seite die adaptierte MEXAS-Panzerung

Alle bis 2010 bestellten CV 90 werden von einem wassergekühlten Scania-Dieselmotor mit acht Zylindern und Turboaufladung angetrieben. Die Leistung des Triebwerks DSI 14 variiert wieder je nach Nutzer und liegt bei 404 kW (550 PS) für die CV 9040A und 445 KW (606 PS) für die CV 9030 MK I. Die CV 9035 MK II und MK III werden durch die Weiterentwicklung DI 16 angetrieben, einen Euro-II-Motor mit einer Leistung von 485 kW (660 PS) und 551 kW (750 PS). Die Kraftübertragung bis zur Ausbaustufe MK II erfolgt über das automatische hydromechanische Getriebe X-300-5N mit vier Vorwärts- und zwei Rückwärtsgängen. Fahrzeuge ab MK III sind mit dem Allison X-300-12DK ausgerüstet, das elektronisch gesteuert wird. Das Getriebe übernimmt das Bremsen, die Lenkung und den Gangwechsel. Motor und Getriebe sind zu einem Block zusammengefasst, was den Austausch unter Gefechtsbedingungen wesentlich erleichtert. Die Versorgungsleitungen zum Fahrzeug sind mit selbstabdichtenden Schnelltrennkupplungen ausgestattet. Der Kraftstofftank in der linken Kettenschulter fasst 525 l und ermöglicht einen Fahrbereich von rund 600 km. Die Kühl- und Abgasanlage ist in der rechten Kettenschulter im Fahrzeugheck untergebracht.
Die Antriebskraft wird über die vorderen Antriebsräder auf die 0,5 Meter breiten Scharnierketten mit zentralen auswechselbaren Gummipolstern übertragen. Die Federung besteht aus Torsionsstäben und Rotationsdämpfern, die an der ersten, zweiten, sechsten und siebten Laufrolle angebracht sind. Die Kettenspannung kann über eine halbautomatische hydraulische Spannvorrichtung reguliert werden. Die Steigfähigkeit liegt bei 60 %, der maximale Böschungswinkel bei 40 %. Der Panzer kann bis zu 2,4 Meter breite Gräben überschreiten und 1 Meter hohe Hindernisse überklettern. Die Wattiefe liegt bei 1,5 Metern. Die Höchstgeschwindigkeit beträgt 70 km/h vorwärts und 45 km/h rückwärts.

### Panzerung und Schutzausstattung

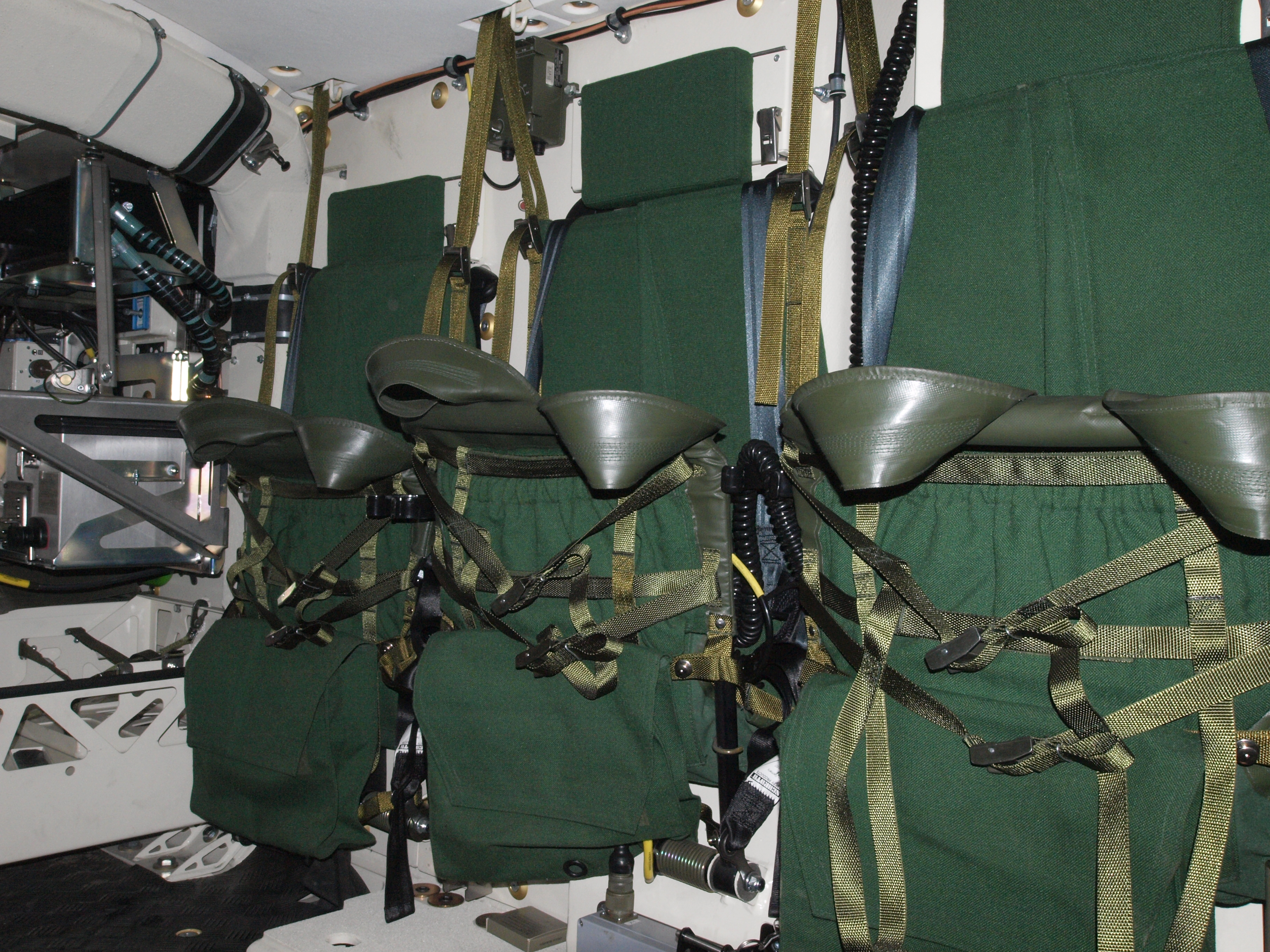
Die Innenausstattung der MK III ist auf den Minenschutz hin optimiert

Wanne sowie Turm der Stridsfordon 90 werden aus Panzerstahl gefertigt und als Schottpanzerung ausgeführt. Zur Erhöhung der Schutzniveaus kann die Stahlgrundpanzerung noch um eine modulare Verbundpanzerung und abstandsaktive Schutzmaßnahmen ergänzt werden. So verwendet Schweden für seine CV 9040C das AMAP-System des deutschen Unternehmens IBD Deisenroth Engineering (Ingenieurbüro Deisenroth). Das Schutzpaket enthält neben einer passiven Außenpanzerung für Wanne und Turm eine Minenschutzplatte unter der Wanne und einen Splitterschutz im Kampfraum. Zur Unterstützung des passiven Schutzes ist das Barracuda-Tarnsystem im Einsatz.
Norwegen rüstete MEXAS schon beim Kauf seiner CV 9030N nach. 2002 erfolgte eine Kampfwertsteigerung mit AMAP, um die Panzerung und den Minenschutz zu verbessern. Die finnischen CV 9030FIN erhielten beim Bau ebenfalls MEXAS, wobei ein Teil erst später nachgerüstet wurde. Dänemark erweiterte das MEXAS-Paket seiner MK III zusätzlich um das Barracuda-Tarnsystem und die L-ROD-Gitterabstandspanzerung. Ein System für elektronische Gegenmaßnahmen (Electronic Counter Measure System – ECM), mit der sich Funk- und Mobilfunkfrequenzen stören lassen, schützt gegen ferngezündete unkonventionelle Spreng- und Brandvorrichtungen (Radio controlled improvised explosive device – RCIED). Die Niederlande kauften bei Ruag Defence für ihre CV 9035NL den Seitenschutz SidePro und Dachschutz RoofPro-P. Die Minenschutzplatte sowie entkoppelte Sitze sind im MK III schon in Serie verbaut. Mit der Nebelmittelwurfanlage gekoppelte Laserdetektoren runden den Schutz des 9035NL ab.
Eine ABC-Schutzbelüftungsanlage, eine Feuerlöschanlage im Triebwerksraum und optional eine Klimaanlage ergänzen die Ausstattung der CV-90-Familie.

### Optik und Sensoren

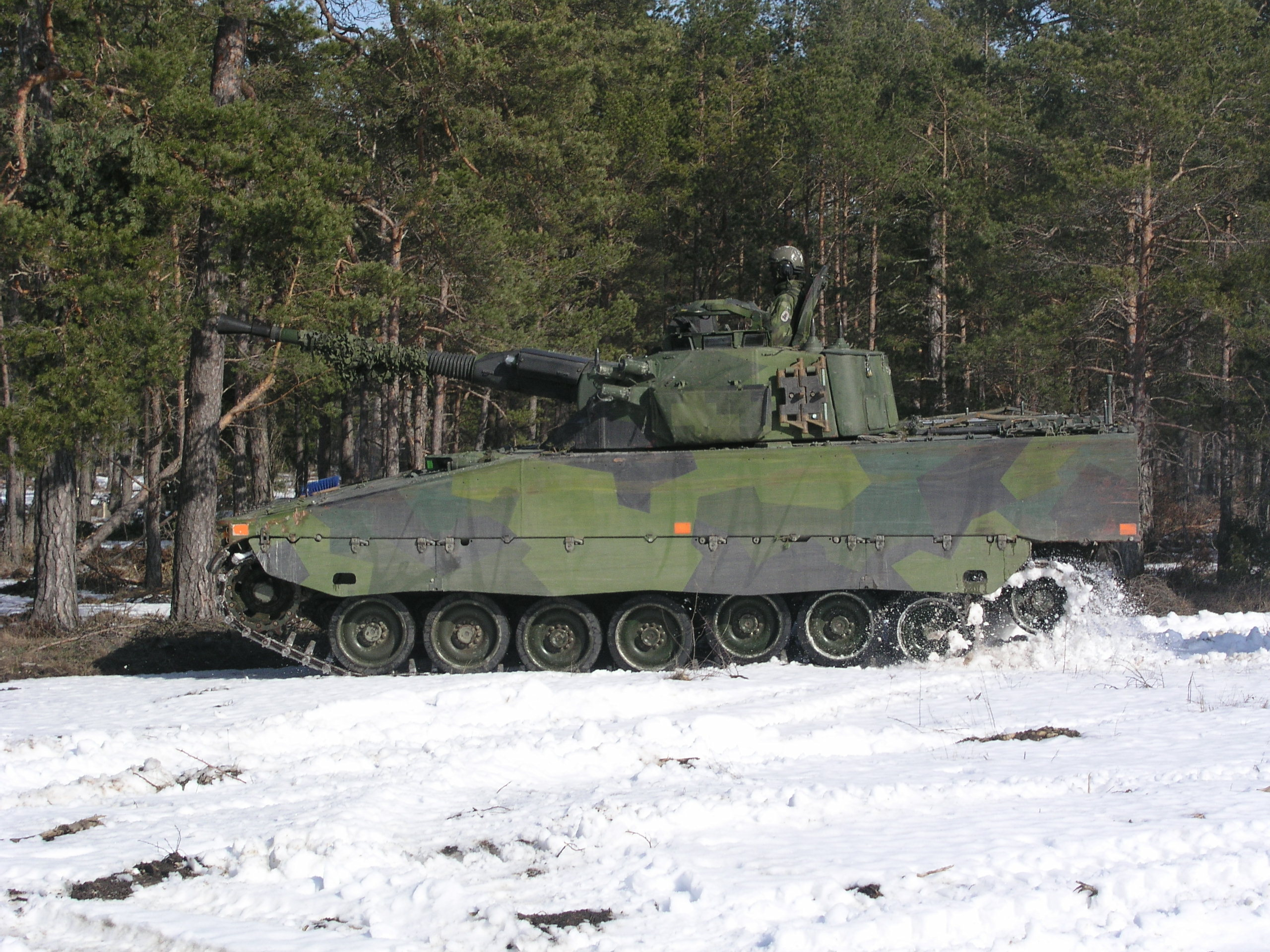
Schwedischer CV 9040B. Die Rohrkamera an der Seite kennzeichnet den Typ und unterscheidet ihn vom 9040A.

Das Hauptzielgerät des Richtschützen ist die um 18° schwenkbare UTAAS-Zieloptik (Universal Tank and Anti-Aircraft Fire Control System) mit Wärmebildgerät (TIS) der 2. oder 3. Generation sowie ein Laserentfernungsmesser (LRF). Die Spiegel der Sichtline sind in allen zwei Achsen stabilisiert und ermöglichen so ein genaues Schießen mit hoher Erstschusstrefferwahrscheinlichkeit. Gekoppelt mit dem Feuerleitrechner und der Fahrzeugnavigationsanlage NAV 90 bildet es die Feuerleitanlage des Panzers. Der LRF misst Entfernungen bis 9995 m auf 10 Meter genau, wobei Entfernungen erst ab 200 m berücksichtigt werden. Bei Messungen unter 200 m wird vom Feuerleitrechner mit dem Aufsatzwert für 1200 m gerechnet. Bei Mehrfachechos kann zwischen Letztecho und Erstecho gewählt werden. Beim Schießen ohne Laser wird das Strichbild in der Tagsichtoptik oder im TIS genutzt. Kontrollleuchten im Sehfeld geben Auskunft über Turmstellung, Waffenstatus und Feuerarten. Für den Tagsichtkanal steht eine ein- und eine achtfache Vergrößerung zur Verfügung.
Als Notzielgeräte für den Richtschützen wird ab der Version 9040B eine CCD-Kamera hinzugefügt. Exportversionen sind gleich damit ausgestattet. Die verwendete Kamera variiert hier wieder je nach Nutzer. Das monochrome Bild der schwedischen Variante FA 878 I wird im Sehfeld des TIS eingeblendet. Dänemark setzt hier auf eine Farbbildkamera. Drei zusätzliche Winkelspiegel ermöglichen einen Blick nach außen.
Der Kommandant kann über sechs Winkelspiegel mit 360°-Rundumsicht das Gefechtsfeld beobachten. Die Luke lässt sich teilöffnen und bietet so die Möglichkeit, dies auch ohne Winkelspiegel unter Panzerschutz zu tun. Die nach vorne gerichtete Zieloptik ist die siebte Ausblickbaugruppe und besitzt eine ein- bis sechsfache Vergrößerung. Darüber hinaus steht ihm das UTAAS des Richtschützen zur Verfügung, in das er durch einen Direktsichtadapter blicken kann. Eine Hunter/Killer-Fähigkeit ist in allen Varianten durch das Fehlen einer unabhängigen Optik nur eingeschränkt implementiert. Bei Bedarf kann der Kommandant den Richtschützen übersteuern und selbst schießen. Fahrzeugführungs-, Informations- und Gefechtsfeldführungssysteme ergänzen die Ausstattung.
Der Kraftfahrer verfügt über drei Winkelspiegel, die nach vorne, nach links und rechts gerichtet sind. Der mittlere Winkelspiegel kann gegen einen Restlichtverstärker ausgetauscht werden. Norwegen, die Schweiz, Dänemark und die Niederlande nutzen ergänzend Kameras zur Umfeldbeobachtung oder Rückwärtsfahrt.

## Ausführungen
Der auf Vielseitigkeit ausgelegte Aufbau der CV-90-Familie erlaubt mit vergleichsweise geringem Aufwand, viele verschiedene Versionen des Panzers zu konstruieren. So reicht die Palette von unbewaffneten Führungsfahrzeugen über Schützenpanzer bis hin zu leichten Kampfpanzern mit 105-mm- und 120-mm-Kanonen. Im Folgenden eine Übersicht:

### CV 9040

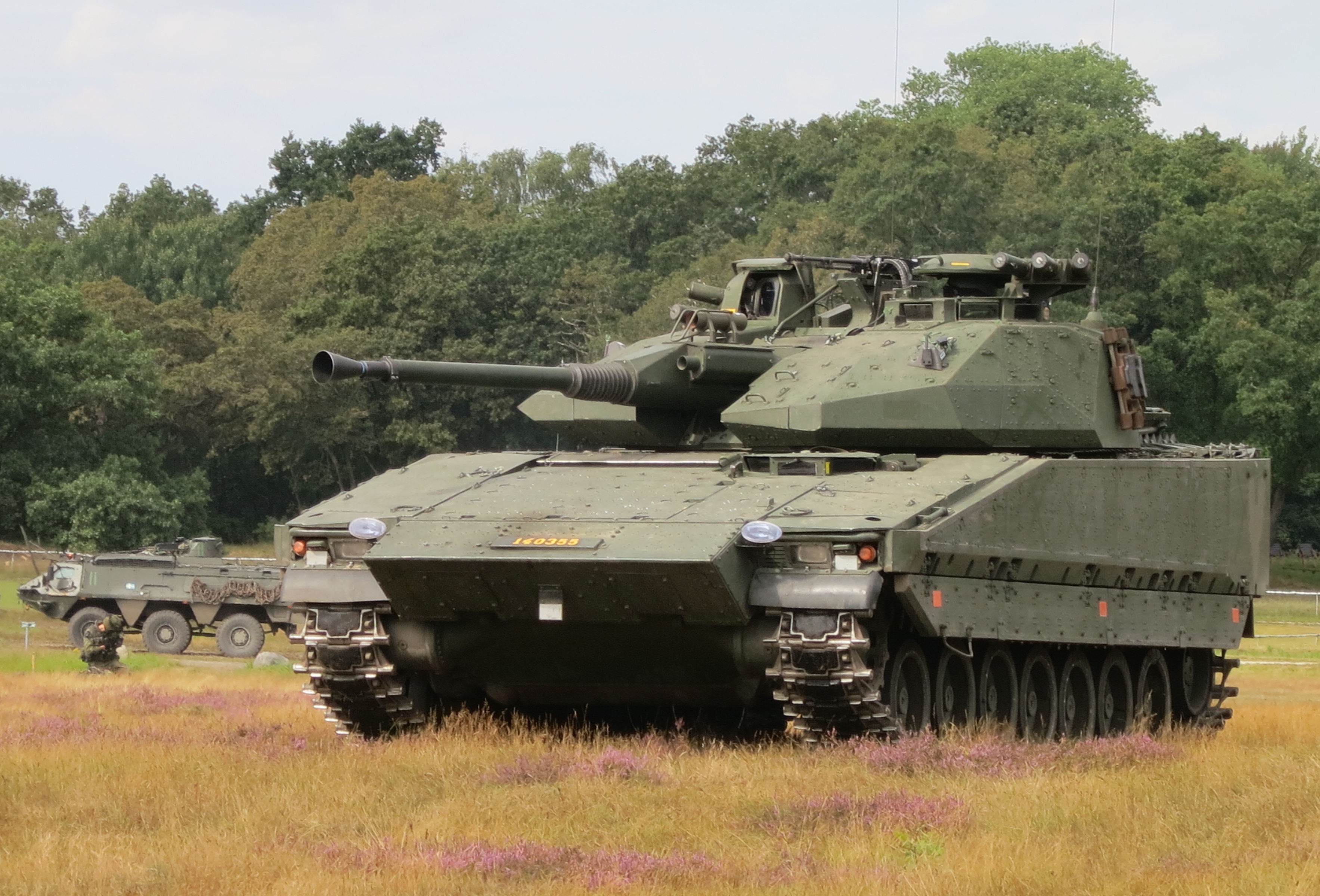
CV 9040C bei einer Übung des P7-Regiments (Södra skånska regementet) der schwedischen Armee

Version mit 40-mm-Maschinenkanone. Schon während der Serienproduktion wurden an den Panzern Verbesserungen vorgenommen.
Während der 9040A die Grundversion darstellt, bezeichnet der 9040B und 9040B1 eine verbesserte Variante, mit der die 3P-Munition verschossen werden kann. Die letzte Kampfwertsteigerung der schwedischen CV-90-Flotte zum 9040C passte den Panzer an die Auslandseinsätze an. Neben der Panzerung wurden auch das Wärmebildgerät des UTAAS verbessert und die Optiken mit einem Laserschutzfilter versehen. Auf den C-Standard wurden 42 Schützenpanzer gebracht.

### CV 9040AAV

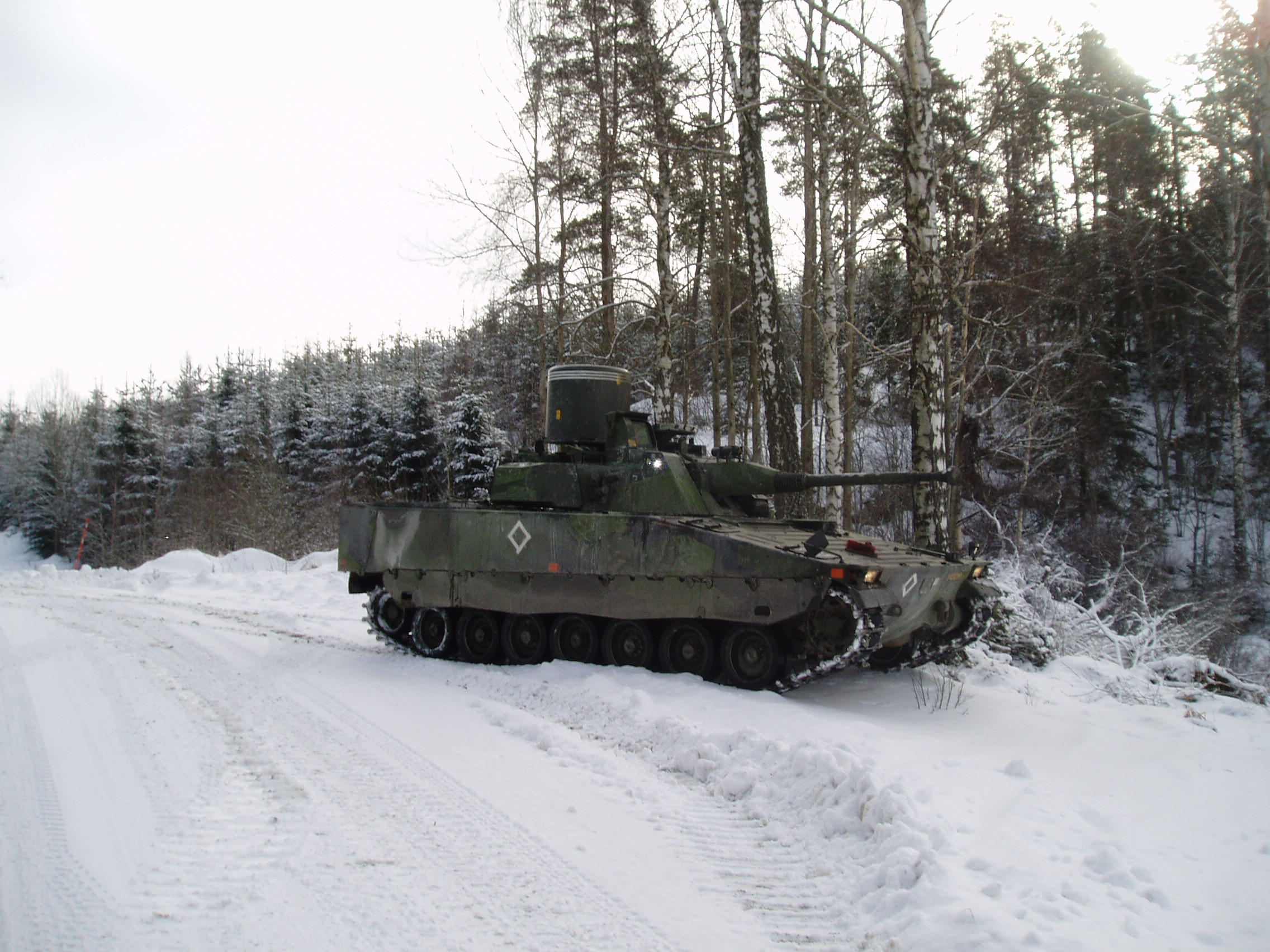
CV 9040AAV mit PS-95-Radar auf dem Turm

Beim 9040AAV handelt es sich um den Flakpanzer mit 40-mm-Bofors-Geschütz. Das Fahrzeug ist baugleich zum 9040A, weist aber einige Unterschiede wie fehlende Luken im Dach über dem Kampfraum auf. Wie auch die 9040C ist er in der Lage, die 3P-Mehrzweckmunition PFPPX zu verschießen. Das PS-95-Radar von Thomson-CSF Harting auf dem Turmheck arbeitet im Frequenzbereich von 3,2 bis 3,4 GHz. Es kann Flugziele bis zu einer Entfernung von 15 km erkennen, sie entsprechend als Hubschrauber oder Flugzeug klassifizieren und sechs Ziele gleichzeitig verfolgen. Die Feuerleitanlage wird durch ein Luft-Lage-Informationssystem, die UTAAS-Zieloptik und die Fahrzeugnavigationsanlage NAV 90 ergänzt. Zur Funkausstattung gehören drei Funkgeräte Ra 180 und ein Ra 421. Die Besatzung besteht aus sieben Soldaten. Drei Panzer wurden 2002 auf den C-Standard gebracht.

### CV 90FOV
Der CV 90FOV (Forward Oberservation Vehicle) erfüllt die Funktion eines vorgeschobenen Beobachters und übernimmt die Feuerleitung von Artillerie und Mörsern. Die schwedische Bezeichnung lautet Eldledningspansarbandvagn 90. Zu diesem Zweck ist er mit neuester Rechen- und Datenübertragungstechnik ausgestattet. Der Turm ist baugleich zur Ausführung 9040. Das UTAAS wird zur Beobachtung, Zielaufklärung und Zielidentifizierung eingesetzt. Gekoppelt mit der GPS-gestützten Fahrzeugnavigationsanlage, einem Feuerleitrechner und einem umfangreichen Softwarepaket wird es zur Umwandlung von Zielkoordinaten in Feuerkommandos genutzt. Zur Funkausstattung gehören drei oder vier Funkgeräte Ra 421/Ra480, ein Ra 195 und ein Sende- und Empfangsmodul DART für den abgesetzten Funkverkehr. Mit der Umrüstung der Schützenpanzer auf den 9040C erhielten auch acht Beobachtungspanzer diese Maßnahmen.

### CV 90FCV
Der CV 90FCV (Forward Command Vehicle) oder Stridsledningspansarbandvagn 90 ist der Führungspanzer bei den schwedischen Streitkräften. In ihm werden Truppen befehligt und Einsatzpläne ausgearbeitet. Zu diesem Zweck ist er mit modernsten Kommunikationstechniken ausgestattet. Neben der dreiköpfigen Stammbesatzung finden sechs weitere Soldaten an den Arbeitsstationen im hinteren Kampfraum Platz. Zur Funkausstattung gehören vier Funkgeräte Ra 421/Ra 480, ein Ra 195 und das DART-Terminal. Zwei Führungsfahrzeuge sind für Auslandseinsätze aufgepanzert.

### CV 90ARV
Die CV 90ARV oder schwedisch Bärgningsbandvagn 90 sind die Bergepanzerversion der Stridsfordon 90. Die Wanne ist baugleich zu den 9040A, der Motor hat eine Leistung von 600 kW. Anstatt eines Turms wurde der Panzer mit einer um 360° schwenkbaren Kuppel bestückt, zu deren Ausstattung ein MG gehört, das aus dem Innenraum gesteuert wird. Die Zieloptik hat eine 1-fache und 5,59-fache Vergrößerung. Am Fahrzeugheck befindet sich das Bergewindensystem. Die Zugkraft der zwei Treibscheibenwinden beträgt jeweils 82 kN im Einfachzug und 300 kN im Vierfachzug. Im Falle eines Einsatzes über die Fahrzeugfront werden die Seile über Umlenkrollen am Fahrzeugdach geführt. Das Räumschild am Bug dient als Erdanker. Für Kraneinsätze steht ein handelsüblicher Teleskopkran zur Verfügung. Der von Hydrauliska Industri AB (HIAB) gefertigte Kran kann auf eine Länge von 4,5 m ausgezogen werden und ist links auf dem Wannendach platziert. Bei einem Arbeitsbereich von 330° können Lasten bis 9 t bewegt werden. Die Version 90A1 wurde leistungsgesteigert.

### CV 9030N

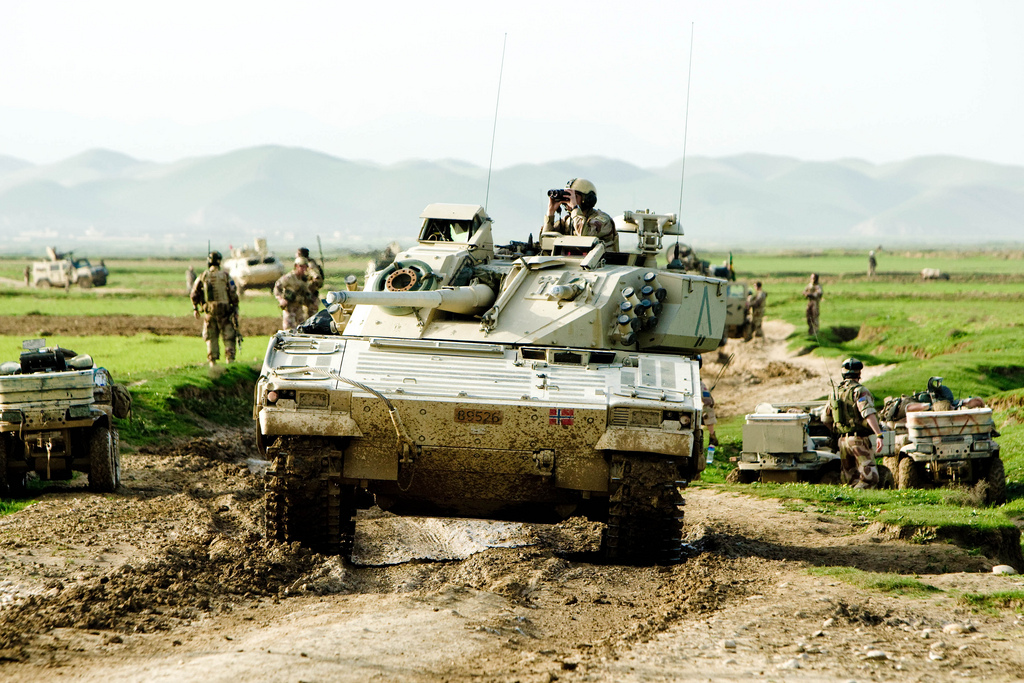
CV 9030NF1 in Afghanistan

Die Schützenpanzer des norwegischen Heeres werden firmenintern von BAE Systems als 9030 MK I geführt. Die Unterschiede zu den schwedischen CV 90 sind die Bewaffnung, die Motorisierung und eine zusätzliche Luke für den Führer des Schützentrupps rechts auf dem Fahrzeugheck. Im Auswahlverfahren setzte sich Hägglunds Vehicle AB gegen den M2A2 Bradley, ASCOD, Warrior und den deutschen TH 495 durch. Die Bestellung von 104 Fahrzeugen erfolgte am 21. April 1994. 1996 erhielt Norwegen die vertraglich festgelegten vier Vorserienfahrzeuge. Die Serienproduktion begann 1998 und dauerte bis November 2000. Die Türme wurden in Norwegen von Kvaerner Eureka AS gefertigt, Hägglunds Moelv AB übernahm die Endmontage. Neben den Gruppenfahrzeugen, die einen Großteil der Bestellung ausmachten, werden einige Panzer als Führungs- und Fahrschulfahrzeuge eingesetzt. Die Führungsfahrzeuge unterscheiden sich vom Gruppenfahrzeug durch ein geändertes Layout des Kampfraumes sowie weitere Funkgeräte und zusätzliche Kartenbretter. Zwischen 2003 und 2004 erhielten 17 Fahrzeuge eine Kampfwertsteigerung für Auslandseinsätze. Das Umrüstungsprogramm umfasste eine Minenschutzplatte an der Wannenunterseite, eine Heckkamera vom Typ RVC-01, eine Klimaanlage sowie zusätzliche Staukästen am Fahrzeugheck. Die Bezeichnung lautet CV 9030NF1.
Im April 2012 begann die damalige norwegische Regierung ein Programm, das eine Kampfwertsteigerung von 103 alten und den Neubau von 43 Fahrzeugen im Zeitraum von 2013 bis 2018 vorsah. Das 1,74 Milliarden teure Programm beinhaltete die Aufrüstung mit einem Führungsinformationssystem (C⁴ISR), eine Verbesserung der Panzerungen und Minenschutz mit AMAP-Modulen, eine Umrüstung auf Gummiketten und eine fernbedienbare Waffenstation. BAE Systems, Kongsberg Defence & Aerospace, Thales Norwegen und Rheinmetall Vinghøg waren beteiligt. Die Gesamtstückzahl beträgt 146 Fahrzeuge und erweitert die norwegische CV-90-Fahrzeugfamilie um Pionierpanzer, Aufklärer und Multifunktionsfahrzeuge (Mörserträger und Logistik).
Bis 2023 erhält das norwegische Heer zwanzig zusätzliche Schützenpanzer CV 90. Zwölf werden als Pionierpanzer ausgeführt und acht als Mehrzweck-Transportpanzer. Dafür wurden aus Mitteln zur Bewältigung der Corona-Krise umgerechnet rund 45 Millionen Euro bereitgestellt, die vorwiegend norwegischen Unternehmen zugutekommen sollten. Mit den zwanzig weiteren Schützenpanzern wächst die CV-90-Flotte in Norwegen auf 164 Fahrzeuge an. Die vorhandenen 144 Panzer waren im Zeitraum 2015 bis 2019 modernisiert bzw. neu gebaut worden und gingen in fünf Versionen wieder in Betrieb.

### CV 9030CH/Schützenpanzer 2000

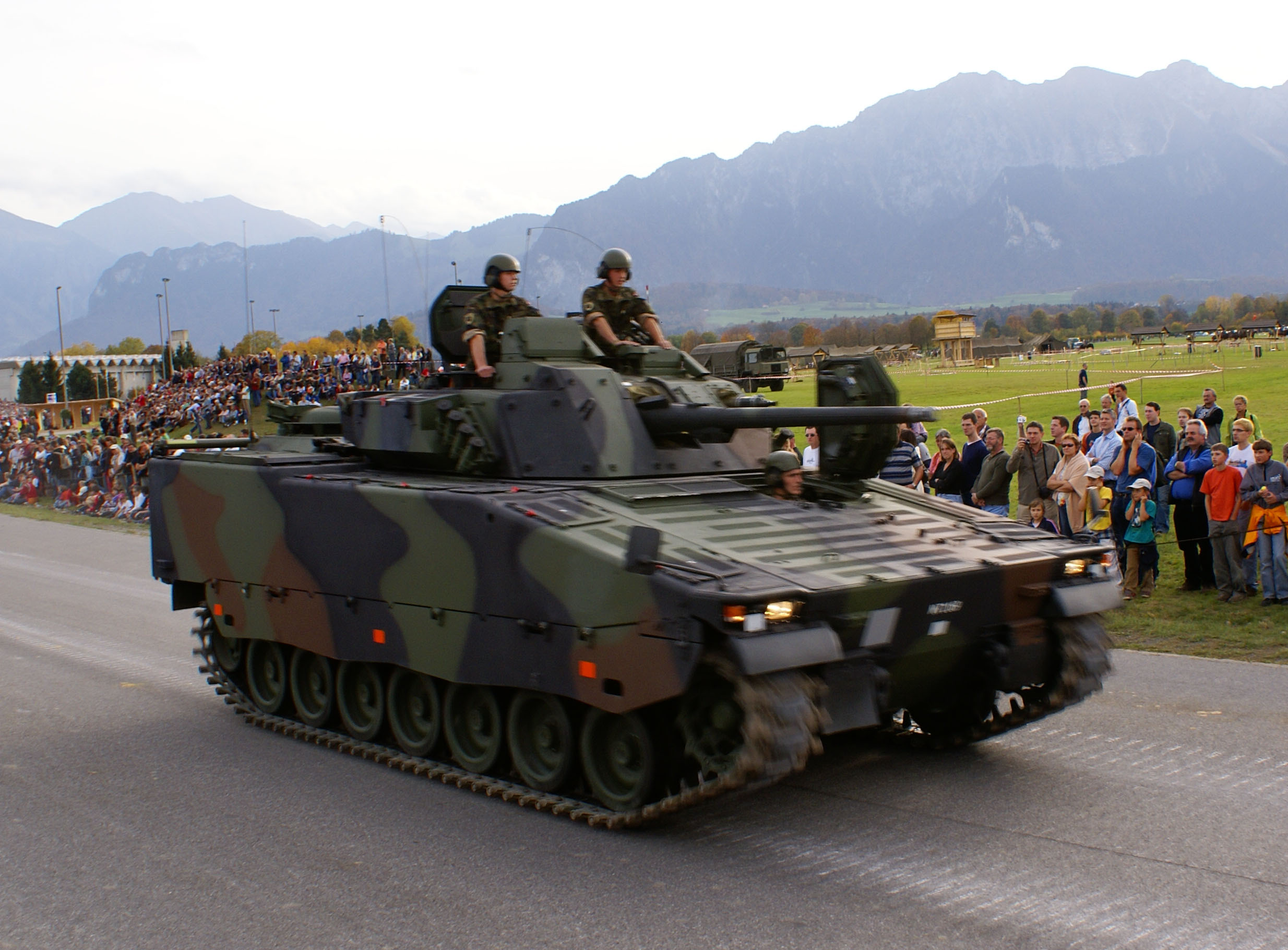
Spz 2000 (CV 90 Mk II) der Schweiz 2006 in Thun

Die Schützenpanzer 2000 der Schweiz basieren auf dem norwegischen Mk I, werden aber aufgrund einer Vielzahl technischer Änderungen als Mk II bezeichnet. Die Änderungen betreffen vorwiegend den Antrieb und elektrische Systeme wie ein Fahrzeuginformationssystem mit CAN-Bus. Der hintere Kampfraum ist um 200 mm verlängert und bietet in der Höhe 100 mm mehr Platz. Eine Heckrampe ersetzt die Hecktür. Das Diagnosesystem des Panzers unterstützt bei einer Fehlersuche und reduziert dadurch die Instandsetzungszeit. Für eventuelle Auslandseinsätze stehen 40 Sätze Zusatzpanzerung zur Verfügung. Insgesamt beschaffte die Schweiz zwischen 2003 und 2005 186 Schützenpanzer, davon 32 als Führungsfahrzeuge.
Das Auftragsvolumen umfasste 990 Millionen Schweizer Franken und beinhaltete Munition, Ausbildungsgerät, Ersatzteile und Simulatoren. 40 % des Panzers wurden in der Schweiz gefertigt, darunter die Bushmaster-II-Maschinenkanone in Lizenz bei Oerlikon Contraves Defence. Im von 1998 bis 1999 dauernden Auswahlverfahren wurde der Schützenpanzer mit dem Marder M12 und dem Warrior verglichen.

### CV 9030FIN
Die finnischen Streitkräfte verfügen seit 2003 über Serienfahrzeuge des CV 90 beziehungsweise CV 90 MK II. Im Rahmen des Taisteluajoneuvo-20-Programms suchte man seit 1995 nach einem neuen Schützenpanzer. Die Truppenversuche von Oktober bis November 1999 wurden mit einem schwedischen CV 9040 und einem von Hägglunds gestellten norwegischen Prototyp durchgeführt. Die Schwerpunkte lagen bei der Bewaffnung, dem Turmkonzept, der Zuverlässigkeit sowie der Wartungsfreundlichkeit und Handhabung des Waffensystems. Die erste Bestellung von 57 Fahrzeugen wurde im November 2000 erteilt. Das Auftragsvolumen umfasste damals 210 Millionen Euro. Es folgten drei Prototypen und sieben Vorserienfahrzeuge. Die Endfertigung der Vorserie wurde von Patria Vehicles Oy in Finnland vorgenommen. Der Zulauf der Serie begann 2003, wobei 2004 ein zweites Baulos mit 45 Fahrzeugen folgte. Der Wert betrug 120 Millionen Euro. Im September 2007 war die Lieferung über 102 Fahrzeuge 9030FIN abgeschlossen.
Technisch sind die finnischen Fahrzeuge identisch mit dem Schützenpanzer 2000. Sie verfügen jedoch über eine Hecktür mit Schießluke und Sichtblock wie die norwegische Version. Der hintere Kampfraum wurde um 100 mm erhöht. Die Führungspanzer tragen die Bezeichnung 9030K1 und sind mit zwei Funkgeräten sowie einem A/C-Kampfstoffspürgerät ausgestattet. Die Auslegung der Zusatzausstattung erlaubt es, die Fahrzeuge innerhalb einer halben Stunde in ein Gruppenfahrzeug umzurüsten.

### CV 9030COM
Die Version CV 9030COM ist eine Führungspanzerversion von BAE Systems auf Basis des CV 90 MK II. Er ist mit vier Arbeitsstationen im hinteren Kampfraum ausgestattet.

### CV 9035DK
Der CV 9035DK ist die dänische Ausführung des CV 90. Firmenintern wird er als CV 9035 MK III geführt. Die dänische Klassifizierung ist IKK, Infanterikampkøretøj. Für die Truppenerprobung 2003 diente ein schwedischer 9040B. Der Plan, vier schwedische 9040C und 15 9040A zu leasen, wurde nicht umgesetzt. Am 16. Dezember 2005 bestellte Dänemark für 1,675 Milliarden dänische Kronen (etwa 224,6 Millionen Euro) 45 Schützenpanzer inklusive Munition, Simulatorausstattung und Ausbildungsunterstützung. 2006 lieferte BAE Systems auf Leasingbasis einen MK III, der zu 80 % dem neuen Muster entsprach, für Ausbildungszwecke an die Kampftruppenschule Haerens Kampskole in Oksbøl. Die ersten 25 Panzer der Serie wurden am 23. Juni 2008 beim dänischen Heer in Dienst gestellt. Die Schweißarbeiten am Turm wurden im Werk von Hydrema in Weimar durchgeführt. Für die Endmontage zeigte sich Hydrema A/S in Støvring verantwortlich. Die Wannen wurde aus Schweden zugeliefert.
Die Konfiguration Dänemarks entsprach bei der Auslieferung dem letzten Stand der Technik. Motor und Getriebe wurden in ihrer Leistung verbessert. Das Fahrzeug ist intern vernetzt. Der Schützentrupp im hinteren Kampfraum kann auf alle Daten und Bilder zurückgreifen, die vom UTAAS und den Umfeldkameras generiert werden. Zur Ausstattung gehören eine Klimaanlage, eine Außenbordsprechstelle und ein Kocher. Für den Einsatz in Afghanistan erhielten die Computersysteme eine verbesserte Kühlung. Das Fahrzeuggewicht stieg auf 32 t an, mit einem Aufwuchspotential für 35 t.
Im August 2024 gab die dänische Regierung bekannt, weitere 115 Schützenpanzer des Typs CV9035 MkIIIC von BAE Systems Hägglunds AB zu beschaffen. Der Zuschlag wurde durch eine „Direktvergabe-Vorankündigung“ auf der TED-Ausschreibungswebsite der EU bestätigt. Die Fahrzeuge sollen in die 1. Brigade des dänischen Heeres integriert werden, die bis 2028 als verlegbare schwere Panzerbrigade mit insgesamt 6.000 Soldaten, Leopard-2-Kampfpanzern, CV9035 ICV sowie integrierter Artillerie und bodengestützter Luftverteidigung einsatzbereit sein soll. Die CV9035 werden voraussichtlich im Zeitraum 2025 bis 2029 ausgeliefert.

### CV 9035NL
Die Koninklijke Landmacht der niederländischen Streitkräfte ersetzte mit dem CV 90 ab 2008 ihre Schützenpanzer YPR-765 PRI auf M113-Chassis. Zu diesem Zeitpunkt lagen rund zwölf Jahre zwischen dem Start des Programms Vervanging Pantservoertuigen YPR en 577 und der Einführung des neuen Schützenpanzers. Am Auswahlverfahren waren der CV 9030MKII, ASCOD und Puma beteiligt. Die Truppenerprobungen zwischen ASCOD und CV 90 wurde 2003 durchgeführt, die Leistungsfähigkeit des Puma wurde anhand seiner technischen Daten beurteilt. BAE Systems erweiterte nachträglich sein Angebot durch den MK III und gewann letztendlich die Ausschreibung.
Am 13. Dezember 2004 wurden 184 Schützenpanzer/Führungspanzer und neun Fahrschulpanzer bestellt. Die Gesamtkosten belaufen sich auf 1136,6 Millionen Euro und enthalten 35-mm-Munition, Fahrsimulatoren sowie eine Erweiterung des eingeführten TACTIS-Simulators um entsprechende Module. Zwischen 2005 und 2007 passte BAE Systems die MK III an und übergab den ersten Prototyp im Herbst 2007 an die Streitkräfte zur Truppenerprobung. Die Auslieferung der Serie folgte am 15. Dezember 2008. Für Endmontage und Systemprüfung ist Van Halteren Metaal BV im niederländischen Bunschoten verantwortlich. Der technische Stand der Fahrzeuge entspricht dem dänischen Muster. Äußerlich unterscheiden sie sich durch die Zusatzpanzerung von Ruag. Die Niederlande beschafften 184 Pakete des Dachschutzes RoofPRO-P und 100 Sätze des SidePro. Der Schutz gegen Top-Attack-Munition und Wuchtgeschosse wird dadurch verbessert.
Um den Treibstoffverbrauch und den Verschleiß im normalen Dienstbetrieb zu reduzieren und dadurch Kosten zu senken, werden alle bereits gelieferten Fahrzeuge seit Februar 2011 abgerüstet. CV 90 im Zulauf vom Hersteller werden gleich ohne Zusatzpanzerung ausgeliefert. Die Umrüstungszeit eines Fahrzeuges beträgt drei bis vier Wochen. Die Zusatzpanzerung mit einem Gesamtgewicht von sechs Tonnen pro Fahrzeug wird eingelagert.
Am 9. Dezember 2014 unterzeichneten die niederländische Verteidigungsministerin Jeanine Hennis-Plasschaert und ihr estnischer Amtskollege Sven Mikser eine Vereinbarung zur Lieferung von 44 gebrauchten CV 9035NL zwischen 2016 und 2018. Neben den Schützenpanzern werden sechs Unterstützungsfahrzeuge auf Leopard-1-Chassis sowie Ersatzteile geliefert und Ausbildungsunterstützung gewährt. 132 Fahrzeuge verbleiben aktiv im Bestand der niederländischen Armee.

### CV 90105TML
Der CV 90105TML ist ein von Hägglunds und GIAT eigenfinanziertes Konzept eines leichten Kampfpanzers auf CV-90-Chassis. Der Turm mit gezogener 105-mm-BK-MECA-L/48-Kanone basierte auf dem AMX-10 RC. Für das Fahrzeug fanden sich keine Kunden. Die Ansätze wurden im CV 90120 weiterverfolgt.

### CV 90105XC-8
Eine weitere Möglichkeit das CV-90-Chassis mit einer 105-mm-Waffe auszustatten, zeigte BAE Systems in Kooperation mit dem belgischen Unternehmen CMI Defence auf der Rüstungsmesse Eurosatory 2014. Der von CMI neu entwickelte zweisitzige Cockerill-XC-8-Turm trägt die ebenfalls von CMI stammende 105-mm-Zugrohrkanone (Cockerill 105 mm high pressure gun) und bietet neben einem Autolader eine Vollstabilisierung sowie Nachtkampffähigkeit. Die Munitionspalette umfasst die gesamte Natomunition im Kaliber 105 mm sowie den von CMI entwickelten Lenkflugkörper Falarick 105 Gun Launched Anti Tank Guided Missile (GLATGM). Der Turm selbst ist eine Weiterentwicklung des CT-CV-105HP-Turmkonzepts. Eine Option mit 120-mm-Glattrohrkanone wäre ebenfalls möglich.

### CV 90120

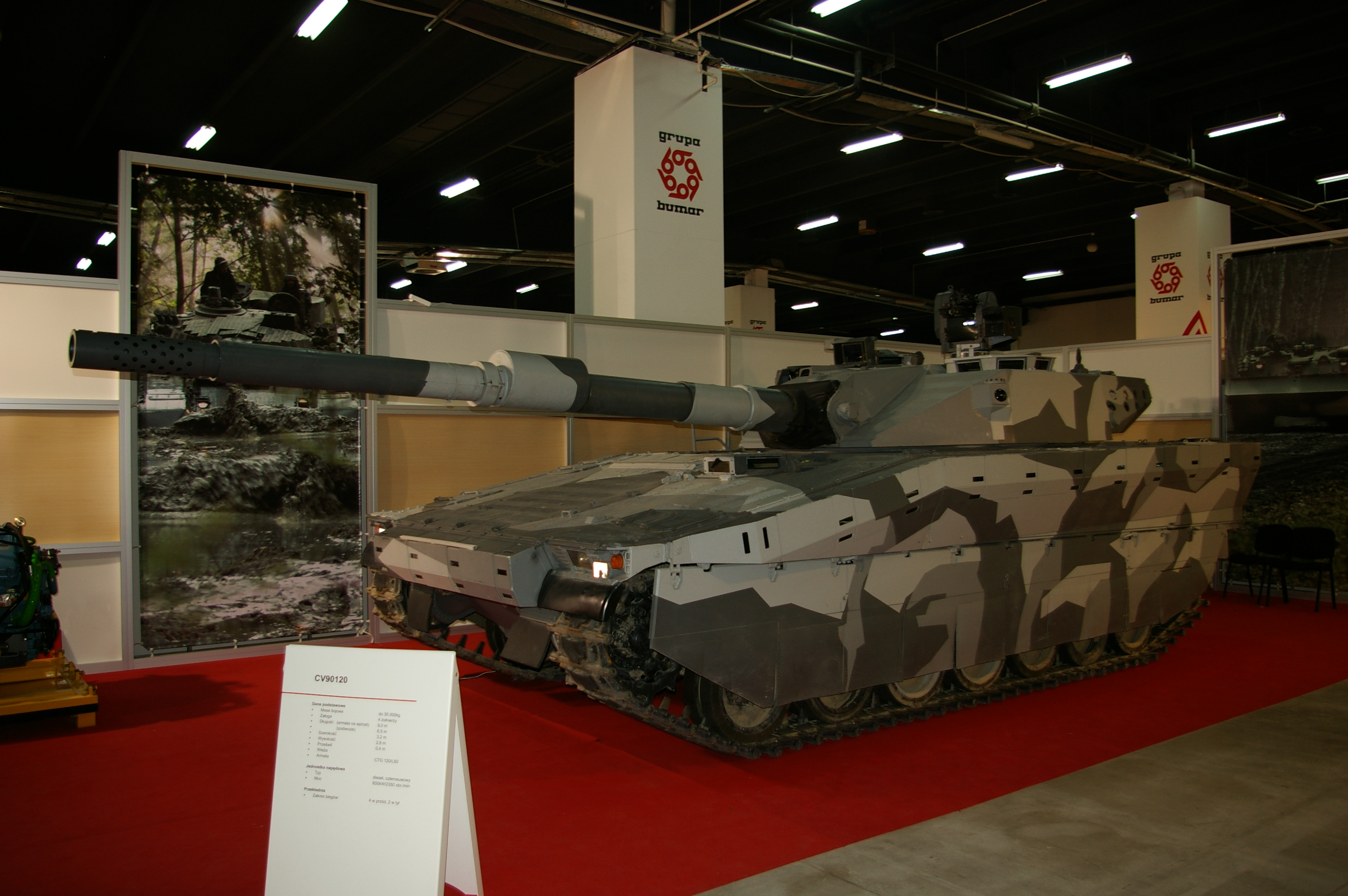
CV90120 auf der MSPO 2007 mit AMAP-ADS Hardkill-System

Diese Version ist mit einer 120-mm-Panzerkanone ausgestattet. Um die Überlebensfähigkeit zu erhöhen, wurde eine Defensive Aids Suite eingebaut, welche die Besatzung vor laser- und radargelenkten Raketen warnt (EloSM). Als Gegenmaßnahme werden multispektrale Aerosole im Kurzwellenfrequenzbereich abgefeuert. Gegen Top-Attack-Angriffe ist ein Radar eingebaut, das vor anfliegender Munition warnt. Zusätzlich wurde testweise das Hardkillsystem AMAP-ADS eingebaut. Die RUAG-Glattrohrkanone vom Typ CTG 120/L50 kann die komplette 120-mm-Munitionspalette der NATO (STANAG 4385) verschießen.

### CV 90AMOS
Der CV 90AMOS (Advanced Mortar System) oder Splitterskyddad Granatkastare 120 (SSG 120) ist ein Doppelrohrmörsersystem von Patria Hägglunds Oy, ein Gemeinschaftsunternehmen von Hägglunds Vehicle AB und Patria Vammas Oy. Die ersten Machbarkeitsstudien wurden 1996 durchgeführt und von Schweden, Dänemark, Norwegen und Finnland im Rahmen der Nordic Armaments Cooperation finanziert. Das eigentliche Entwicklungsprogramm für ein Hinterladermörsersystem wurde von Schweden und Finnland getragen. Der Prototyp des Mörser wurde 1997 vorgestellt. 1999 folgte ein Prototyp mit komplettem Turm und zweirohrigem Mörsersystem. Nach einer Truppenerprobung in Finnland, bei der 500 Schuss abgefeuert wurden, übergab man den Turm 2001 an Schweden, um ihn auf dem Stridsfordon-90-Fahrgestell und Stridsbåt 90 zu testen. Die Schussbelastung des Waffensystems lag hier bei 3000 Granaten. Der Höhenrichtbereich liegt bei +3° bis +85°. Die Feuerbereitschaft ist nach 30 Sekunden hergestellt. Die maximale Kampfentfernung beträgt 10 km, die durch reichweitengesteigerte Munition auf 15 km erhöht werden kann. Gegen gepanzerte Fahrzeuge kann bis 8 km STRIX-Mörsermunition mit Infrarotsuchkopf und Hohlladungsgefechtskopf eingesetzt werden. In einer Duellsituation ist ab 400 m bis 800 m direktes Richten möglich.
Während Finnland im März 2003 24 AMOS-Türme bestellte, die auf Patria AMV montiert werden, ist ein Einsatz in Schweden unklar. Die 2008 geplante Einführung ist bis 2010 nicht erfolgt.

### CV 90 Armadillo
Der Armadillo wurde 2010 von BAE Systems auf der Rüstungsmesse Eurosatory vorgeführt. Das auf dem MK III basierende Fahrzeug hat ein Gefechtsgewicht von 35 t und eine Nutzlast von 8 t. BAE Systems vermarktet die Variante als Mannschaftstransportfahrzeug, Führungsfahrzeug, Sanitätsfahrzeug, Pioniergruppenfahrzeug und Mörserträger. Der Demonstrator trägt keinen Turm und wurde mit der fernbedienbaren Waffenstation LEMUR ausgestattet. Als abstandsaktive Schutzmaßnahme ist das Hardkill-System LEDS-150 von Saab montiert.

### CV 90 Mk IV
Im Jahr 2018 wurde die Ausführung CV 90 Mk IV vorgestellt. Der CV 90 Mk IV kann wahlweise mit einem modularen Zwei-Mann-Turm oder einem unbemannten, ferngesteuerten Turm ausgestattet werden. Als Primärbewaffnung für die Türme können 30-/35-/40-/50-mm-Maschinenkanonen oder eine 120-mm-Glattrohrkanone installiert werden. Auf der rechten Turmseite können zwei bis vier Werfer für Panzerabwehrlenkwaffen (z. B. Rafael Spike) montiert werden. Als Sekundärbewaffnung stehen ein 7,62-mm-Maschinengewehr oder ein automatischer 40-mm-Granatwerfer zur Verfügung. Weiter können am Turm acht bis zwölf Wurfbecher zum Verschießen von Nebelwurfkörpern angebracht werden. Der CV 90 Mk IV verfügt über eine verbesserte Panzerung mit einem Rundumschutz gegen 14,5-mm-Geschosse. Die Frontpanzerung bietet Schutz gegen 30-mm-Geschosse. Des Weiteren können an Turm und Wanne modulare Panzerungselemente angebracht werden. Ebenso kann der CV 90 Mk IV auch mit dem abstandsaktiven Hardkill-Schutzsystem Iron Fist ausgestattet werden. Die Besatzung besteht aus drei Personen und es können weitere acht Soldaten mitgeführt werden. Angetrieben wird der CV 90 Mk IV von einem neuen Motor mit einer Leistung von 735,5 kW. Der CV 90 Mk IV wiegt je nach Konfiguration 35 bis 37 Tonnen.

## Kampfeinsätze
Das Combat Vehicle 90 wird von der Ukraine im Russisch-Ukrainischen Krieg eingesetzt. Laut dem Oryx-Blog gingen mit Stand Mai 2025 mindestens 21 Fahrzeuge verloren.

## Nutzer
- Dänemark: 45 CV 9035DK (CV 90 MK III) + 115 CV9035 MkIIIC bestellt zur Auslieferung im Zeitraum 2025 bis 2029[18]
- Estland: 44 CV 9035NL (CV 90 MK III) und 37 CV 9030N (CV 90 MK I)[19]

- Finnland: 102 CV 9030FIN (CV 90 MK II)
- Niederlande: 184 CV 9035NL (CV 90 MK III)
- Norwegen: 103 CV 9030N davon 17 als NF1 (CV 90 MK I). 43 Neubauten sowie umfassende Kampfwertsteigerung aller alter Fahrzeuge bis 2018. 2020 zusätzliche Bestellung von 20 Fahrzeugen. Gesamtanzahl nach Auslieferung 166 Fahrzeuge
- Schweiz: 186 CV 9030CH (CV 90 MK II)
- Schweden: 509 CV 90 als Schützenpanzer 9040, Berge-, Beobachtungs- und Führungspanzer. Ein Teil der Fahrzeuge ist zusatzgepanzert auf C-Standard. + 50 CV9035 MkIIIC bestellt zur Auslieferung im Zeitraum 2025 bis 2029 als Ersatz für die gleiche Anzahl von an die Ukraine abgegebenen Fahrzeugen[20]
- Ukraine: Im Januar 2023 kündigte die schwedische Regierung die Lieferung eines größeren Ausrüstungspaketes zur Unterstützung der Ukraine im Krieg gegen Russland an; Teil dieser Lieferung sind auch 50 CV90-Schützenpanzer,[21] die im Juni 2023 erstmals zu Gefechtseinsätzen kamen.[22] Aus einer Bestellung von Dänemark und Schweden über insgesamt 205 CV9035 MKIIIC erhält die Ukraine zwischen 2026 und 2029 weitere 40 neue Schützenpanzer.[23] Die Lieferung von  CV9035NL-Panzern ist geplant.[24]

Zukünftige Betreiber:
- Slowakei: Die Slowakei bestellte, gemeinsam mit der Tschechischen Republik, im August 2022 den CV 90 Mk IV als Ersatz für seine Schützenpanzer des Typs BVP-1 und BVP-2.[25][26] Zunächst sollen ab 2025 insgesamt 152 CV 90 MK IV in sieben unterschiedlichen Varianten (darunter 110 Schützenpanzer) ausgeliefert werden. In der zweiten Phase (nach 2028) sollen weitere 71 Fahrzeuge, wiederum in sieben Varianten, (darunter 20 120-mm-Mörserträger) folgen.[27]
- Tschechien: Als Ersatz für die BMP-2-Schützenpanzer bestellte Tschechien, gemeinsam mit der Slowakei, 210 Fahrzeuge des Typs CV90 Mk IV. Die bis zu 433 Schützenpanzer beider Länder sollen darüber hinaus in vielen Bereichen – technisch, industriell oder rechtlich – koordiniert betrieben werden.[28][29]

Mögliche Nutzer:
- Litauen: Ende Oktober 2024 gab das litauische Verteidigungsministerium bekannt, als Ergänzung zu den beschafften Radpanzern Boxer und zu beschaffenden Kampfpanzern Leopard 2 auch rund 100 Schützenpanzer CV90 beschaffen zu wollen.[30]